# 四棱偏瓣花
四棱偏瓣花（学名：Plagiopetalum serratum var. quadrangulum）是野牡丹科偏瓣花属光叶偏瓣花的变种。分布于中国大陆的四川等地，生长于海拔600米至1,000米的地区，多生长在山坡石缝间，目前尚未由人工引种栽培。